# La Chaise à porteur enchantée
La Chaise à porteur enchantée je francouzský němý film z roku 1905. Režisérem je Georges Méliès (1861–1938). Film trvá zhruba 3 minuty.

## Děj
Film zachycuje kouzelníka, jak z prosklené bedny vytáhne oblečení, ve kterém se brzy objeví jeho asistent. Kouzelník následně obleče a oživí figurínu, kterou usadí na židli. Asistenta posadí do nosidla a oživlou figurínu přikryje dekou. Z asistenta se stane oživlá figurína a na jejím místě se objeví nová žena. Když třetí ženu vezme do nosidla a dvě ženy na židli zakryje, stanou se z nich kouzelník a dva jeho asistenti. Kouzelník poté vytáhne z nosidla tři ženy, které nechá zmizet. Na závěr se všichni přihopkají před kameru uklonit, aby krátce nato mohli zmizet.